# Siard Frick

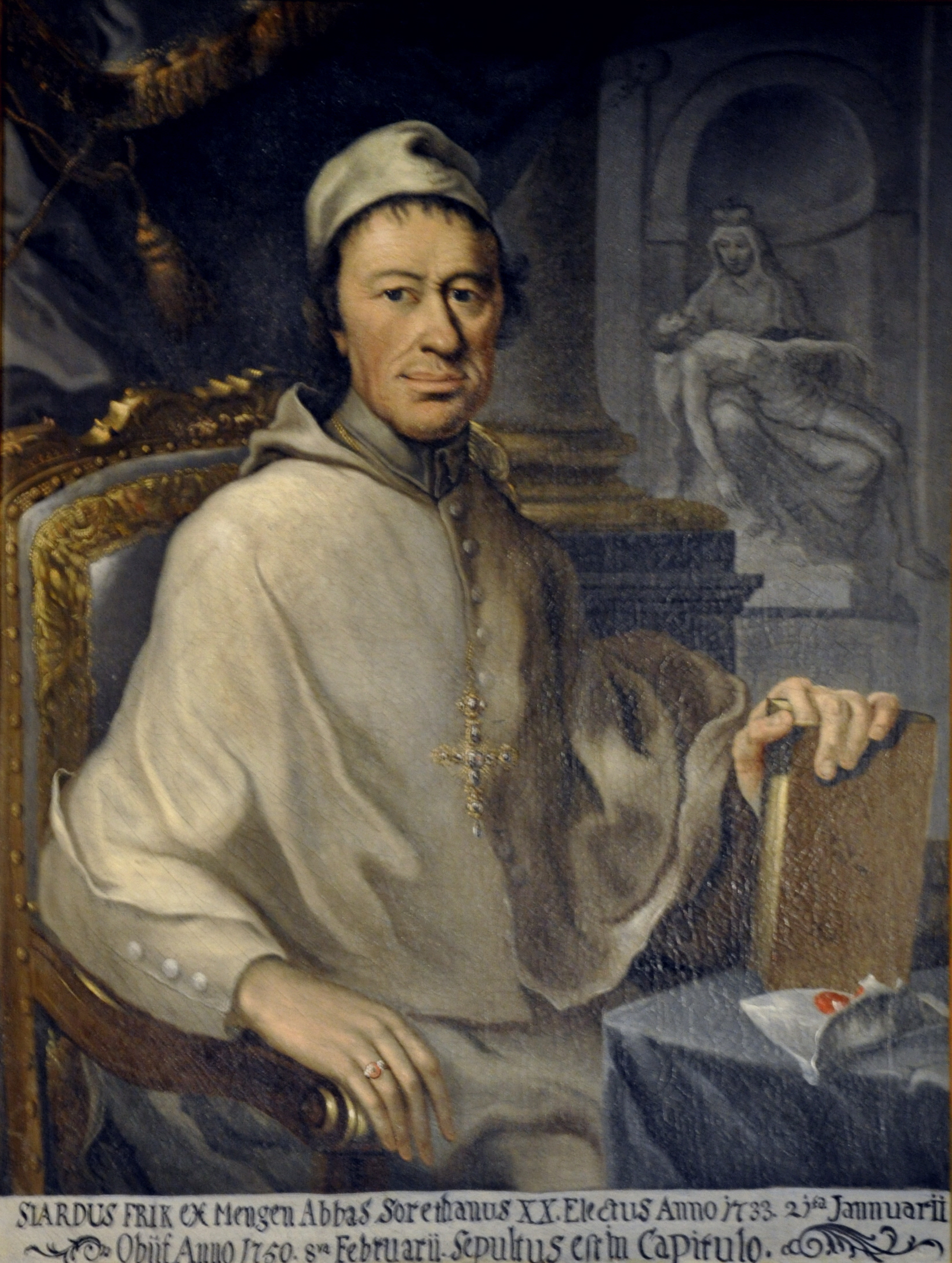
Abt Siard I. Frick

Siard I. Frick OPraem (* 13. Mai 1679 in Mengen; † 8. Februar 1750 in Schussenried) war ein deutscher Prämonstratenser und von 1733 bis 1750 Abt der Prämonstratenserreichsabtei Schussenried in Oberschwaben.
Siard Frick trat am 24. November 1690 in den Prämonstratenserorden ein und wurde am 21. Januar 1733 im Zuge der Abdankung des Abtes Didacus Ströbele als Siard I. Frick zum 20. Abt des Klosters gewählt. In den Beginn seiner Amtszeit fiel die feierliche Kirchweihe der unter Didacus Ströbele erbauten Wallfahrtskirche Steinhausen. Er veranlasste die Barockisierung der Klosterkirche zu Schussenried und plante den barocken Neubau der gesamten Klosteranlage; sein Plan konnte jedoch erst unter seinen Nachfolgern teilweise verwirklicht werden. Er war offensichtlich auch ein Förderer von Fastnachtsspielen mit Maskerade und von Passionsspielen. 
So wird über ein 1737 in der Kirche von Patres, Fratres und Studenten in deutscher Sprache mit Musik aufgeführtes mehrstündiges Passionsspiel  berichtet. Und 1743 trug P. Sebastian Sailer aus dem Kloster Obermarchtal vor vielen Gästen seine gerade erschienene Schöpfungsgeschichte um Adam und Eva in oberschwäbischem Dialekt vor. 
Siard I. Frick wurde auf dem Klosterfriedhof bestattet. Erhalten blieb im ehemaligen Kreuzgang eine Gedenktafel.

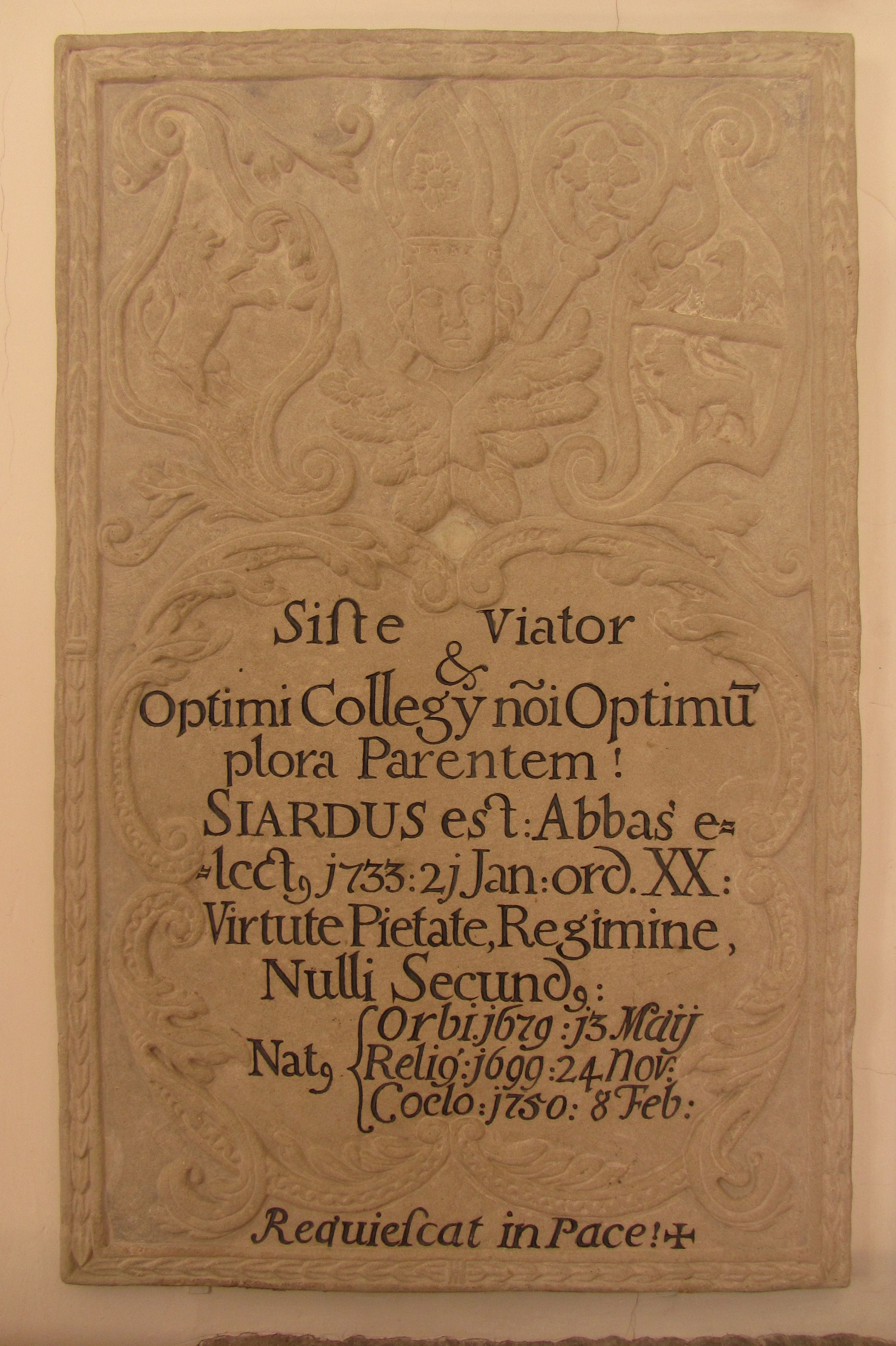
Epitaph des Abts Siard I. Frick